# Шнауберт, Борис Николаевич
Бори́с Никола́евич Шна́уберт (1852, Москва — октябрь 1917) — российский инженер-архитектор, один из мастеров московского модерна.

## Биография
Учился в Московском техническом училище, которое окончил со званием инженера. Служил на Московско-Казанской железной дороге, построил мост через реку Яузу. В 1887 году работал помощником архитектора А. Л. Обера на строительстве городских боен, наблюдал за сооружением альбуминного завода. Руководил архитектурно-строительной конторой. Неоднократно выполнял заказы богатой купеческой семьи Абрикосовых. Член Московского архитектурного общества с 1903 года.
Умер незадолго до октябрьской революции в 1917 году. Похоронен на Ваганьковском кладбище.

## Постройки
- Особняк А. А. Катуар де Бионкура (1894, Москва, Большая Грузинская улица, 4-6, стр. 3)[4][5];
- Конторское здание (1895, Москва, Варварка, 11)[Комм 1];, объект культурного нследия регионального значения[6];
- Собственный загородный дом (1890-е, Пушкинский район, пос. Черкизово, ул. Ганны Шостак, 54);
- Часовня (1896, д. Раково Пушкинского района Московской области), не сохранилась[7];
- Губернская Земская управа (1897, 1902, Москва, Садовая-Триумфальная улица, 10);
- Пристройка южного придела и надстройка церкви Святых Космы и Дамиана в Болшево (1898, Королёв, пос. Болшево, Станционная улица, 43)[8];
- Южный придел Церкви Иконы Божией Матери Владимирская (1898, Мытищи, Ярославское шоссе, 93)[9];
- Строительство особняка Е. И. Цветкова по проекту художника В. М. Васнецова, совместно с В. Н. Башкировым (1899, Москва, Пречистенская набережная, 29);
- Церковь Святого Илии Пророка (новая), поблизости от одноимённой усадьбы Абрикосовых, совместно с архитектором Н. М. Садовниковым (колокольня достроена сто лет спустя) (1900—1904, с. Изварино в Новомосковском административном округе Москвы)[10][11];
- Особняк кондитерской династии Абрикосовых (Тов-во А. И. Абрикосова Сыновей) (1905, Москва, улица Лобачика, 1);
- Флигель городской усадьбы Е. Н. Вандышниковой — Э. М. Банза (1902, Москва, Улица Воронцово Поле, 3)[6];
- Переход к церкви Успения Пресвятой Богородицы на Чижевском подворье (1902, Москва, Никольская улица, 8, во дворе)[12][2];
- Жилой дом Абрикосовых с административными помещениями «Товарищества А. И. Абрикосова Сыновей» («Директорский дом»), совместно с архитектором А. М. Калмыковым (?) (1905, Москва, Малая Красносельская улица, 7/1), объект культурного наследия регионального значения[6];
- Перестройка магазина А. И. Абрикосова в пассаже Солодовникова (1905, Москва, Улица Кузнецкий Мост, 8), не сохранился;
- Постройка дома Перцовой по проекту С. В. Малютина, совместно с Н. К. Жуковым (1907, Москва, Соймоновский проезд, 1);
- Перестройка особняка Д. Д. Юдичева (1909, Москва, Еропкинский переулок, 3);
- Собственный доходный дом (ок. 1910, Москва, Хохловский переулок, 3), выявленный объект культурного наследия[6];
- Доходный дом князя Г. Д. Волконского (1913, Москва, Вознесенский переулок, 10), ценный градоформирующий объект[6];
- Католическая часовня А. А. Демонси (?, Москва, Наличная улица, 1)[6].

## Комментарии
1. ↑  Здесь и далее проекты и постройки даны по М. В. Нащокиной, с необходимыми дополнениями и уточнениями.